# Syngamidae
Syngamidae is een familie uit de orde van de Strongylida (rondwormen). Het zijn parasitaire wormen die leven in de luchtwegen van gewervelde dieren.

## Indeling
- Familie Syngamidae  
  - Geslacht Cyathostoma
    - Cyathostoma verrucosum

  - Geslacht Hovorkonema
    - Hovorkonema variegatum

  - Geslacht Syngamus
    - Syngamus trachea (gaapworm)